# Inselbahn Spiekeroog 4
Die Diesellokomotive 4 der Inselbahn Spiekeroog wurde von der Christoph Schöttler Maschinenfabrik GmbH zweiachsig mit hydraulischer Kraftübertragung gebaut. Die Lokomotive war von 1957 bis 1981, zuletzt zum Streckenabbau, bei der Inselbahn im Einsatz und ist beim Deutschen Eisenbahn-Verein erhalten geblieben.

## Geschichte und Einsatz
Eine doppelt so starke Lokomotive als die eingesetzte Lok 2 wurde 1957 auf die Insel geliefert. Sie gehörte zu einer Konstruktion, die ab 1956 mit der Typbezeichnung CFL 40 DR von der Christoph Schöttler Maschinenfabrik in Normalspur entwickelt wurde, neun gefertigte Exemplare sind bekannt. Die Lok 4 ist die einzige bekannte in der Meterspur ausgeführte Maschine.
Anfangs wurde die Lokomotive für den Gesamtverkehr verwendet. Das änderte sich 1963, als der Triebwagen 5 den Personenverkehr und 1965 die stärkere Lok 6 den übrigen Verkehr auf der Inselbahn übernahm. Die Lok 4 wurde fortan für Rangierfahrten und die zweite Personenzuggarnitur verwendet.
Die Lok war bis zum Betriebsende auf der Inselbahn im Einsatz. Nachdem sie noch 1981 beim Streckenabbau mit half, wurde sie zuerst auf dem Bahnhofsgelände als Denkmal aufgestellt. Die Lokomotive hatte zu Ehren des langjährigen Stammlokführers Eduard Fischer den Beinamen Der schnelle Eduard erhalten. Da die Nordseeluft dem Denkmal zusetzte, wurde Jahr 2000 die Lok vom Deutschen Eisenbahn-Verein übernommen, wo sie die Bezeichnung V2 erhielt. Sie wird seit 2003 wieder aufgearbeitet.

## Konstruktive Merkmale
Wie die Vorgängerlokomotive hatte die Lok 4 einen Endführerstand und einen langen niedrigen Vorbau, der zur besseren Streckensicht noch zusätzlich abgeschrägt wurde. Die niedrige Bauform der Lok erleichterte das Auf- und Absteigen des Personals während der Fahrt.
Als Motor wurde der OM 321 von Daimler-Benz verwendet. Bei den Normalspurlokomotiven werden verschiedene Motoren genannt. Als Getriebe ist ein hydraulisches Getriebe amerikanischer Bauart vorhanden. Die Lok trägt eine grüne Lackierung, das Fahrwerk ist rot lackiert. Die Lok besitzt eine Handbremse und hat eine Balancierhebelkupplung.